# Fiat Bravo/Brava
Le Fiat Bravo e Brava sono due automobili compatte prodotte dalla casa automobilistica italiana FIAT dal 1995 al 2002 negli stabilimenti Fiat di Cassino, come eredi della Fiat Tipo.
I due nomi identificano le diverse varianti di carrozzeria disponibili: la Bravo è una berlina due volumi a 3 porte, la Brava una berlina due volumi e mezzo a 5 porte.

## L'esordio
La Bravo/Brava fu messa in commercio nel settembre del 1995. Venne eletta Auto dell'anno del 1996 e riscosse un immediato successo anche in Europa, vendendo 220 000 unità nei primi due mesi di cui 90 000 in Italia.

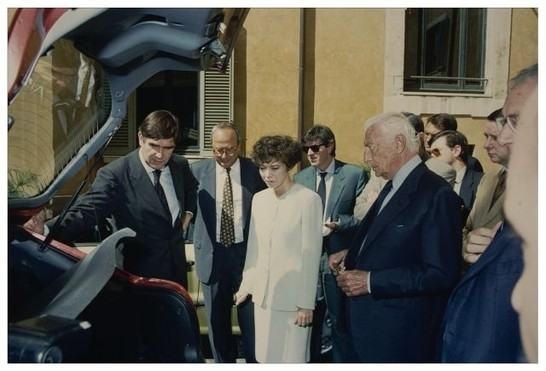
Presentazione dell'auto alla presidente della Camera dei Deputati Irene Pivetti, presenti Gianni Agnelli e Paolo Cantarella, 11 settembre 1995

Innovativo era il disegno dei fari posteriori delle due auto: per la Bravo la luce di posizione era triplicata con tre lampadine a formare un cerchio nel quale trovava posto la freccia, anch'essa di forma circolare, e circolari erano anche lo stop ed il fanale che da un lato era dedicato alla luce di retromarcia, dall'altro alla retronebbia. Per la Brava invece i fari erano rari nel proprio genere, inglobati nella carrozzeria da cui fuoriuscivano solo alcune strisce da cui si irradiava la luce, con tre strisce sottili per ogni lato, due rosse ed una centrale bianca, ed una striscia più lunga nel portellone del bagagliaio, contenente lo stop centrale. Soluzioni di questo tipo sono comparse da poco per i fari a LED. Sotto la supervisione di Ermanno Cressoni lo stile della Bravo è stato a cura di Peter Fassbender, lo stile della Brava, invece, è stato a cura di Mauro Basso.

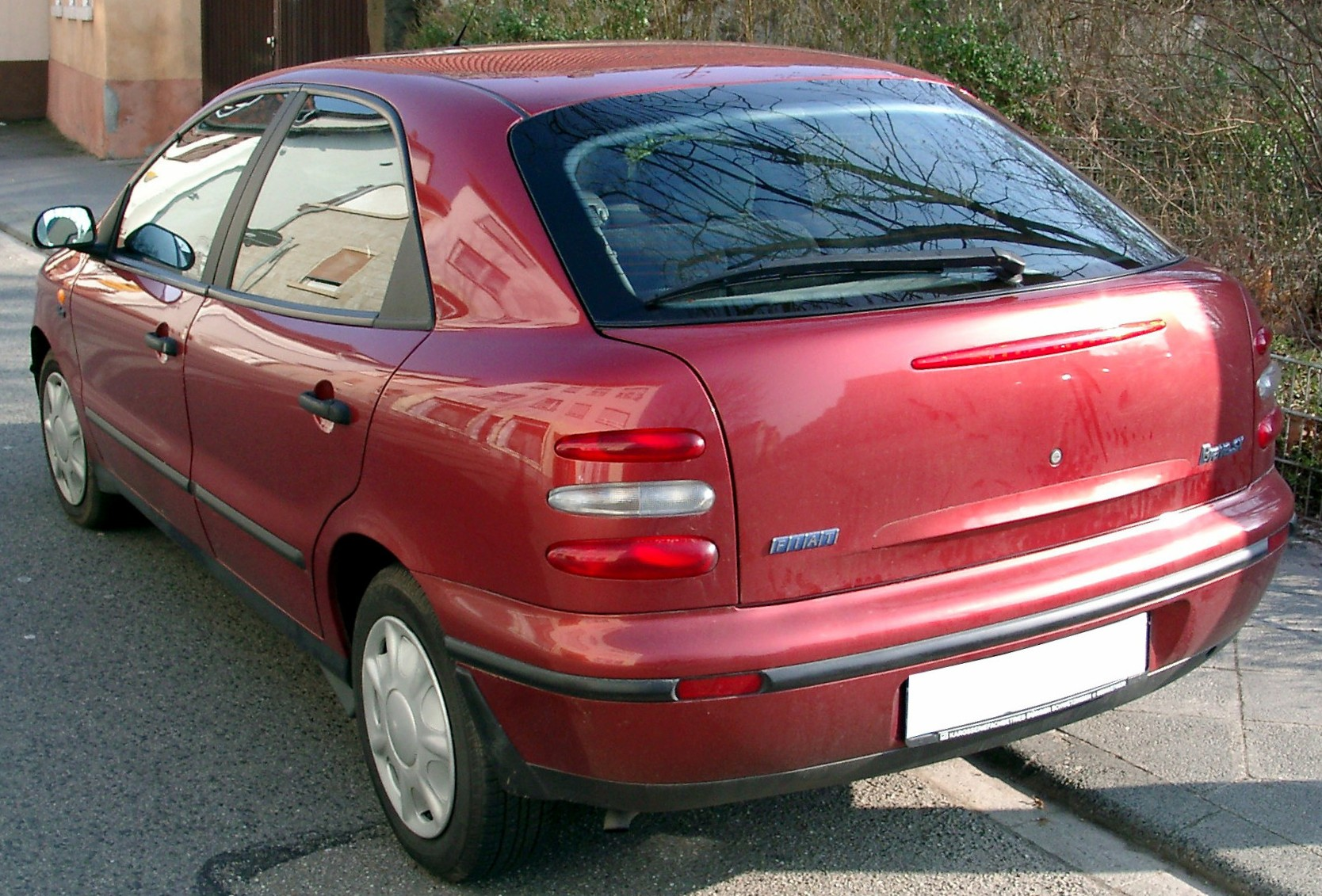
Vista posteriore del modello "Brava"

Al lancio la nuova gamma motori benzina comprendeva un propulsore di 1370 cm³ e 12 valvole erogante 80 CV, un 1581 cm³ 16 valvole da 103 CV denominato Torque, e infine un 1747 cm³ 16 valvole da 113 CV. Inizialmente era disponibile solo un motore Diesel, un aspirato 1.9 8 valvole da 65 CV.

## La HGT
Il cinque cilindri 1998 cm³ con 20 valvole e 147 CV, era invece disponibile solo sulla Bravo nell'allestimento sportivo HGT ed era in grado di portare l'automobile a una velocità massima di 218 km/h; Particolarità di questo motore era la struttura con controalbero di bilanciamento che in virtù di un'ottimizzazione ben riuscita e di uno scoppio ogni 144° di rotazione dell'albero conferiva un'ottima elasticità di utilizzo fino ad alti regimi (il picco di potenza era attestato a 6100 giri/min), diversamente dal dichiarato, il motore in regime di potenza massima sviluppava quasi 3 CV in più dal valore riportato, garantendo un allungo  sulle marce alte. Questo allestimento comprendeva caratterizzazione esterna (con paraurti, fianchetti e minigonne dedicati), interna (sedili specifici), dotazioni come la regolazione elettrica dell'assetto fari e una meccanica migliorata: era infatti l'unica delle Bravo a montare freni a disco sulle quattro ruote e l'ABS di serie.
La seconda serie HGT differiva dalla prima per un diverso design della mascherina anteriore, dei cerchi non più pentarazze ma a croce con la razza sdoppiata, e dalla diversa plancia e quadro strumenti.
Il motore della prima serie montava iniettori più grandi e aveva una fasatura più spinta della seconda serie che, complice i collettori a geometria variabile e il VFD raggiungeva la potenza di 155 CV sfruttabili al meglio tramite un cambio più lungo.

## L'evoluzione del modello

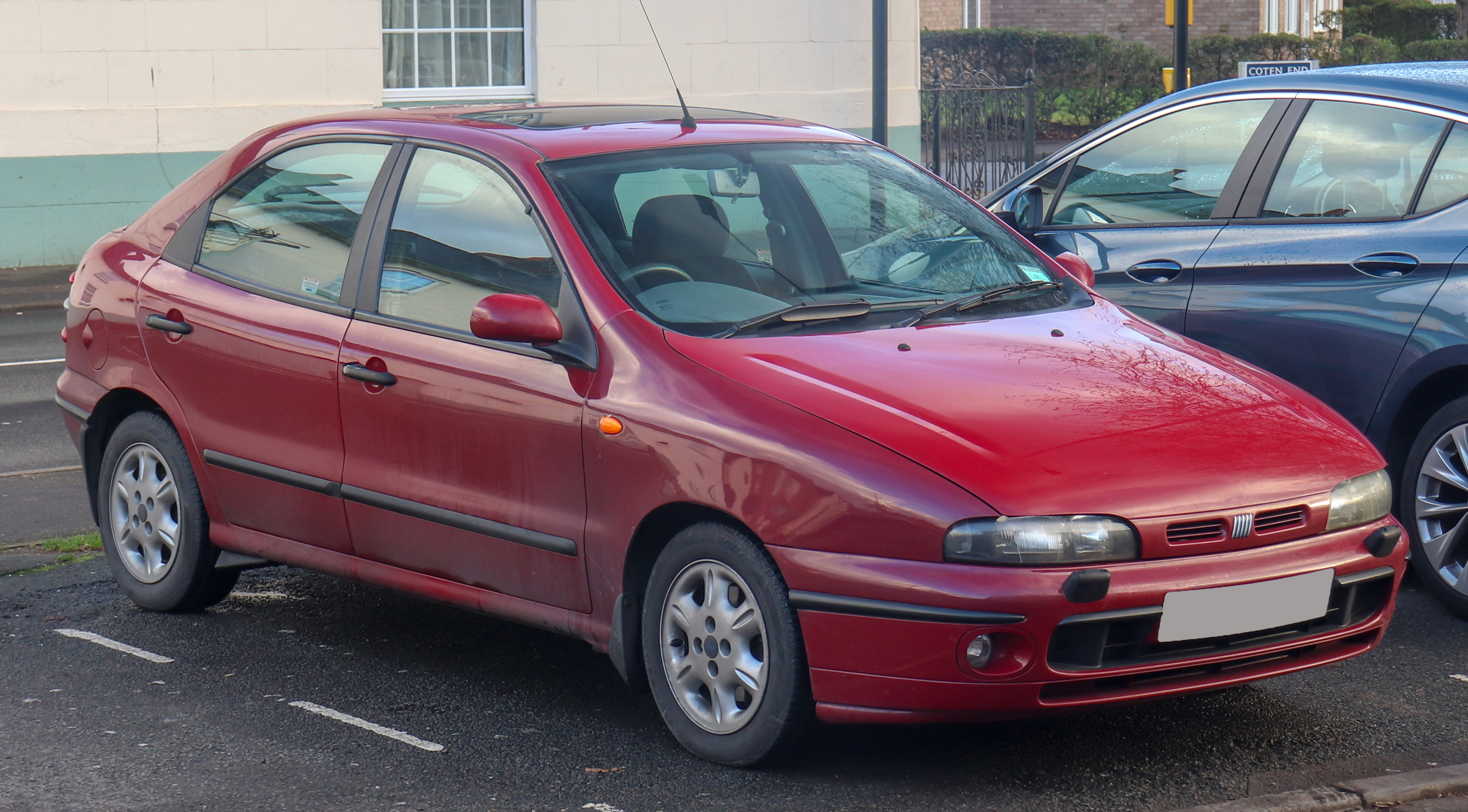
Vista frontale del modello "Brava"

Tra i primi aggiornamenti alla gamma ci furono due propulsori turbodiesel 1910 cm³, eroganti rispettivamente 75 CV e 100 CV. Quest'ultimo motore era in grado di sviluppare una discreta coppia già a bassi regimi e non appena si raggiungeva la soglia dei 2000 giri/min la turbina entrava in funzione. Dotati di poca elettronica erano motori tutto sommato durevoli e sicuri, con l'eccezione della testata delicata che soffriva le alte temperature raggiunte nella precamera di combustione.

### Restyling 1998
Nell’ottobre del 1998 la Bravo/Brava ricevette un restyling interno ed esterno e una serie di aggiornamenti meccanici. Il nuovo motore 1,2 16 valvole da 80 CV già montato sulle piccole Lancia Y e Fiat Punto sostituì il 1,4 12 valvole, mentre i 1,9 turbodiesel furono aggiornati col nuovo JTD a iniezione diretta common rail da 105 CV. La potenza del cinque cilindri 2,0 della sportiva HGT salì a 155 CV.
In quel periodo i JTD erano tra i Diesel più evoluti e vennero mantenuti in listino, con ulteriori aggiornamenti, fino alla comparsa dei più efficienti Multijet.
Per qualche periodo fu presente nella gamma anche una versione delle due auto con motore 1.6 e cambio automatico.
Per quanto riguarda la sicurezza automobilistica, nel 1998 la Brava è stata sottoposta ai crash test dell'Euro NCAP, totalizzando il punteggio di 2 stelle.
Negli ultimi anni le vendite di Bravo e Brava stavano perdendo sempre più punti di fronte alla nuova concorrenza, composta prevalentemente da Volkswagen Golf, Ford Focus e Peugeot 307 così che la produzione delle due berline è stata interrotta verso la fine del 2001, sostituite dalla Stilo, migliorata sotto il profilo dei materiali e delle finiture e ulteriormente affinata dal punto di vista meccanico.

## Fiat Brava in Brasile (1999–2003)
Nell'ottobre 1999 Fiat incominciò la produzione della Brava in Brasile nello stabilimento di Batim, dove il modello sostituiva la Tipo. La vettura, rispetto a quella italiana, presentava delle unificazioni con la Marea, sia per adattamento alle strade brasiliane, sia per unificazione di componenti. In 4 anni vennero prodotte 43.000 autovetture. Nel 2003, la Brava è andata fuori produzione, lasciando il posto alla Stilo.

### Curiosità
La Brava è stata la prima Fiat brasiliana ad essere venduta su Internet e la pioniera nell’uso dell’acronimo sportivo HGT, apparso in seguito su altri modelli di successo, come Argo e Cronos.

## Versioni speciali
La versione speciale Steel con allestimento specifico era disponibile su entrambe le carrozzerie.
Furono invece riservate alla Bravo le versioni Suite con interni in pelle chiara, Trofeo dal particolare colore blu e cerchi bruniti e la disponibilità degli accessori sportivi originali Abarth.
Alcuni esemplari di Fiat Brava furono acquistati dall'Arma dei Carabinieri e allestite per le C.I.O. (Compagnie di Intervento Operativo). Inoltre sono state utilizzate dai responsabili dell’Ordine Pubblico dei Battaglioni, dai Reparti Operativi come auto civetta, dai CC Banca d’Italia, dal Ministero Affari Esteri, per gli spostamenti degli Ufficiali e presso i Comandi CC Esercito, Marina e Aeronautica Militare.

### Modelli derivati
Nel 1996 a partire dal telaio della Bravo/Brava fu sviluppata la Fiat Marea, una berlina media che venne apprezzata per il grande spazio messo a disposizione del bagagliaio, soprattutto nella versione Station Wagon. Nel 1998 esordì un'altra automobile basata sulla stessa piattaforma: la Fiat Multipla, una monovolume a sei posti.

## Il nome
Il nome "Fiat Brava" (poi divenuta "Fiat Superbrava") era già stato usato in precedenza per la versione in vendita negli Stati Uniti della Fiat 131.
Il nome "Bravo" è stato a sua volta ripreso dalla Fiat per la berlina erede della Stilo: la Bravo del 2007.
La Bravo/Brava fu commercializzata anche in Giappone. Qui per una questione di diritti di copyright "Fiat Bravo" divenne "Fiat Bravissimo", in quanto vi era già in circolazione un minicab della Mitsubishi con lo stesso nome.

## Motorizzazioni
| Modello            | Disponibilità        | Motore  | Cilindrata (cm³) | Potenza                                        | Coppia max (Nm) | Emissioni CO2 (g/km) | 0–100 km/h (secondi) | Velocità max (km/h) | Consumo medio (km/L) |
| 1.4 12V            | dall'esordio al 1998 | Benzina | 1370             | 59 kW (80 CV)                                  | 112             | N.D.                 | 13,8                 | 170                 | 13.0                 |
| 80 16V             | dal 1998 al 2002     | Benzina | 1242             | 60 kW (82 CV) [59 kW (80 CV) dal 2000 al 2002] | 113             | N.D.                 | 12,5                 | 170                 | 16.0                 |
| 1.6 16V            | dall'esordio al 1998 | Benzina | 1581             | 76 kW (103 CV) [66 kW (90 CV) mercato estero]  | 144             | N.D.                 | 11,0                 | 184                 | 13.5                 |
| 1.6 16V Automatica | dal 1996 al 1998     | Benzina | 1581             | 76 kW (103 CV)                                 | 144             | N.D.                 | 12,0                 | 184                 | 12.1                 |
| 100 16V Automatica | dal 1998 al 2000     | Benzina | 1581             | 76 kW (103 CV)                                 | 144             | N.D.                 | 11,0                 | 184                 | 10.6                 |
| 100 16V            | dal 1998 al 2000     | Benzina | 1581             | 76 kW (103 CV)                                 | 145             | N.D.                 | 11,0                 | 184                 | 13.5                 |
| 100 16V            | dal 2000 al 2002     | Benzina | 1596             | 76 kW (103 CV)                                 | 145             | N.D.                 | 11,0                 | 184                 | 12.7                 |
| 1.8 16V            | dall'esordio al 1998 | Benzina | 1747             | 83 kW (113 CV)                                 | 154             | N.D.                 | 10,0                 | 193                 | 11.4                 |
| 115 16V            | dal 1998 al 2000     | Benzina | 1747             | 83 kW (113 CV)                                 | 154             | N.D.                 | 10,0                 | 193                 | 11.4                 |
| 2.0 20V            | dall'esordio al 1998 | Benzina | 1998             | 108 kW (147 CV)                                | 186             | N.D.                 | 8,5                  | 210                 | 11.1                 |
| 155 20V            | dal 1998 al 2000     | Benzina | 1998             | 113 kW (154 CV)                                | 186             | N.D.                 | 8,0                  | 213                 | 10.1                 |
| TD 75              | dal 1996 al 2000     | Diesel  | 1910             | 55 kW (75 CV)                                  | 147             | N.D.                 | 15,1                 | 165                 | 16.1-15.1            |
| TD 100             | dal 1996 al 1999     | Diesel  | 1910             | 74 kW (101 CV)                                 | 200             | N.D.                 | 10,8                 | 182                 | 16.1-14.9            |
| JTD 100            | dal 2000 al 2002     | Diesel  | 1910             | 74 kW (101 CV)                                 | 200             | N.D.                 | 10,8                 | 184                 | 17.6                 |
| JTD 105            | dal 1998 al 2000     | Diesel  | 1910             | 77 kW (105 CV)                                 | 200             | N.D.                 | 10,4                 | 187                 | 17.6                 |
| 1.9 D              | dall'esordio al 1997 | Diesel  | 1929             | 48 kW (65 CV)                                  | 119             | N.D.                 | 17,3                 | 155                 | 16.3                 |

## Caratteristiche tecniche
| Caratteristiche tecniche - Fiat Bravo HGT                                                                   | Caratteristiche tecniche - Fiat Bravo HGT                                                                   | Caratteristiche tecniche - Fiat Bravo HGT                                                                   | Caratteristiche tecniche - Fiat Bravo HGT                                                                                      | Caratteristiche tecniche - Fiat Bravo HGT                                                                                      | Caratteristiche tecniche - Fiat Bravo HGT                                                                                      |
| --- | --- | --- | --- | --- | --- |
| | | | | | |
| Configurazione                                                                                              | | | | | |
| Carrozzeria: berlina due volumi, tre porte                                                                  | Carrozzeria: berlina due volumi, tre porte                                                                  | Posizione motore: anteriore trasversale                                                                     | Posizione motore: anteriore trasversale                                                                                        | Trazione: anteriore | Trazione: anteriore |
| Dimensioni e pesi                                                                                           | | | | | |
| Ingombri (lungh.×largh.×alt. in mm): 4030 × 1755 × 1715                                                     | Ingombri (lungh.×largh.×alt. in mm): 4030 × 1755 × 1715                                                     | Ingombri (lungh.×largh.×alt. in mm): 4030 × 1755 × 1715                                                     | Ingombri (lungh.×largh.×alt. in mm): 4030 × 1755 × 1715                                                                        | Diametro minimo sterzata: 10,8 m                                                                                               | Diametro minimo sterzata: 10,8 m                                                                                               |
| Interasse: 2540 mm                                                                                          | Interasse: 2540 mm                                                                                          | Carreggiate: anteriore 1479 (1471) - posteriore 1430 mm                                                     | Carreggiate: anteriore 1479 (1471) - posteriore 1430 mm                                                                        | Altezza minima da terra: | Altezza minima da terra: |
| Posti totali: cinque                                                                                        | Posti totali: cinque                                                                                        | Bagagliaio: 280 ÷ 1030 dm³                                                                                  | Bagagliaio: 280 ÷ 1030 dm³ | Serbatoio: 60 litri | Serbatoio: 60 litri |
| Masse | / in ordine di marcia: 1160 (1190) kg                                                                       | / in ordine di marcia: 1160 (1190) kg                                                                       | / in ordine di marcia: 1160 (1190) kg                                                                                          | / in ordine di marcia: 1160 (1190) kg                                                                                          | / in ordine di marcia: 1160 (1190) kg                                                                                          |
| Meccanica                                                                                                   | | | | | |
| Tipo motore: 5 cilindri in linea a ciclo Otto                                                               | Tipo motore: 5 cilindri in linea a ciclo Otto                                                               | Tipo motore: 5 cilindri in linea a ciclo Otto                                                               | Cilindrata: 1998 cm³, Alesaggio×Corsa 82x75,65 mm, rapporto di compressione 10,7 : 1 cm³                                       | Cilindrata: 1998 cm³, Alesaggio×Corsa 82x75,65 mm, rapporto di compressione 10,7 : 1 cm³                                       | Cilindrata: 1998 cm³, Alesaggio×Corsa 82x75,65 mm, rapporto di compressione 10,7 : 1 cm³                                       |
| Distribuzione: due alberi a camme in testa comandati da cinghia dentata, variatore di fase elettroidraulico | Distribuzione: due alberi a camme in testa comandati da cinghia dentata, variatore di fase elettroidraulico | Distribuzione: due alberi a camme in testa comandati da cinghia dentata, variatore di fase elettroidraulico | Alimentazione: MPI elettronica sequenziale fasata                                                                              | Alimentazione: MPI elettronica sequenziale fasata                                                                              | Alimentazione: MPI elettronica sequenziale fasata                                                                              |
| Prestazioni motore                                                                                          | Potenza: 108 kW/147 CV (113 kW/154 CV) a 6100 giri/min / Coppia: 186 Nm a 4500 giri (186 Nm a 3750 giri)    | Potenza: 108 kW/147 CV (113 kW/154 CV) a 6100 giri/min / Coppia: 186 Nm a 4500 giri (186 Nm a 3750 giri)    | Potenza: 108 kW/147 CV (113 kW/154 CV) a 6100 giri/min / Coppia: 186 Nm a 4500 giri (186 Nm a 3750 giri)                       | Potenza: 108 kW/147 CV (113 kW/154 CV) a 6100 giri/min / Coppia: 186 Nm a 4500 giri (186 Nm a 3750 giri)                       | Potenza: 108 kW/147 CV (113 kW/154 CV) a 6100 giri/min / Coppia: 186 Nm a 4500 giri (186 Nm a 3750 giri)                       |
| Accensione: elettronica ad anticipo statico, integrata con l'iniezione                                      | Accensione: elettronica ad anticipo statico, integrata con l'iniezione                                      | Accensione: elettronica ad anticipo statico, integrata con l'iniezione                                      | Impianto elettrico: batteria 50 Ah                                                                                             | Impianto elettrico: batteria 50 Ah                                                                                             | Impianto elettrico: batteria 50 Ah                                                                                             |
| Frizione:                                                                                                   | Frizione:                                                                                                   | Frizione:                                                                                                   | Cambio: 1a 3,545:1; 2a 2,238:1; 3a 1,520:1; 4a 1,156:1; 5a 0,946:1 (0,970:1); RM 3,909:1; Rapporto di riduzione finale 3,562:1 | Cambio: 1a 3,545:1; 2a 2,238:1; 3a 1,520:1; 4a 1,156:1; 5a 0,946:1 (0,970:1); RM 3,909:1; Rapporto di riduzione finale 3,562:1 | Cambio: 1a 3,545:1; 2a 2,238:1; 3a 1,520:1; 4a 1,156:1; 5a 0,946:1 (0,970:1); RM 3,909:1; Rapporto di riduzione finale 3,562:1 |
| Telaio | | | | | |
| Corpo vettura                                                                                               | monoscocca autoportante                                                                                     | monoscocca autoportante                                                                                     | monoscocca autoportante | monoscocca autoportante | monoscocca autoportante |
| Sterzo | a pignone e cremagliera con idroguida                                                                       | a pignone e cremagliera con idroguida                                                                       | a pignone e cremagliera con idroguida                                                                                          | a pignone e cremagliera con idroguida                                                                                          | a pignone e cremagliera con idroguida                                                                                          |
| Sospensioni                                                                                                 | anteriori: a ruote indipendenti tipo McPherson / posteriori: a ruote indipendenti con barra stabilizzatrice | anteriori: a ruote indipendenti tipo McPherson / posteriori: a ruote indipendenti con barra stabilizzatrice | anteriori: a ruote indipendenti tipo McPherson / posteriori: a ruote indipendenti con barra stabilizzatrice                    | anteriori: a ruote indipendenti tipo McPherson / posteriori: a ruote indipendenti con barra stabilizzatrice                    | anteriori: a ruote indipendenti tipo McPherson / posteriori: a ruote indipendenti con barra stabilizzatrice                    |
| Freni | anteriori: a disco da 284 mm / posteriori: a disco da 240 mm                                                | anteriori: a disco da 284 mm / posteriori: a disco da 240 mm                                                | anteriori: a disco da 284 mm / posteriori: a disco da 240 mm                                                                   | anteriori: a disco da 284 mm / posteriori: a disco da 240 mm                                                                   | anteriori: a disco da 284 mm / posteriori: a disco da 240 mm                                                                   |
| Pneumatici                                                                                                  | 195/55 R15 84V (205/50 R15 84V)                                                                             | 195/55 R15 84V (205/50 R15 84V)                                                                             | 195/55 R15 84V (205/50 R15 84V)                                                                                                | 195/55 R15 84V (205/50 R15 84V)                                                                                                | 195/55 R15 84V (205/50 R15 84V)                                                                                                |
| Prestazioni dichiarate                                                                                      | | | | | |
| Velocità: 210 (213) km/h                                                                                    | Velocità: 210 (213) km/h                                                                                    | Velocità: 210 (213) km/h                                                                                    | Accelerazione: 0-100 km/h in 8,5 (8) secondi; 0-1000 m in 31 (29) secondi                                                      | Accelerazione: 0-100 km/h in 8,5 (8) secondi; 0-1000 m in 31 (29) secondi                                                      | Accelerazione: 0-100 km/h in 8,5 (8) secondi; 0-1000 m in 31 (29) secondi                                                      |
| Altro | | | | | |
| Note | tra parentesi i dati riferiti alla seconda serie introdotta con il restyling del 1998                       | tra parentesi i dati riferiti alla seconda serie introdotta con il restyling del 1998                       | tra parentesi i dati riferiti alla seconda serie introdotta con il restyling del 1998                                          | tra parentesi i dati riferiti alla seconda serie introdotta con il restyling del 1998                                          | tra parentesi i dati riferiti alla seconda serie introdotta con il restyling del 1998                                          |